# Félix Roussel (patinage de vitesse sur piste courte)
Félix Roussel est un patineur de vitesse sur piste courte canadien né le 10 août 2001 à Sherbrooke.

## Biographie
Originaire de Sherbrooke, il se met au short-track malgré des réticences de ses parents à le laisser pratiquer un sport de glace.
Lors de la saison 2022-2023, victime d'une commotion cérébrale en mars 2022, il ne peut pas se qualifier dans l'équipe nationale. Il est cependant recruté comme tête de peloton pour entraîner l'équipe féminine, ce qui lui permet de se rapprocher de l'équipe masculine et de ne pas mettre un terme à sa carrière.
En octobre 2022, il crée la surprise en se plaçant troisième au 1000 mètres des championnats nationaux malgré son absence en équipe nationale. Il obtient ensuite une médaille individuelle en février 2023 en coupe du monde.
En octobre 2023, il se place deuxième du 500 mètres à la première manche de la coupe du monde.